# Vinalopó Mitjà
Die Comarca Vinalopó Mitjà ist eine der neun Comarcas in der Provinz Alicante der Valencianischen Gemeinschaft.
Die im Westen gelegene Comarca umfasst 11 Gemeinden auf einer Fläche von 797,99 km².

## Gemeinden
| Gemeinde               | Einwohner (2024) | Fläche km² | Dichte Einw./km² | Cod INE | Postleitzahl |
| ---------------------- | ---------------- | ---------- | ---------------- | ------- | ------------ |
| Algueña                | 1.342            | 18,43      | 73               | 03013   | 03668        |
| Aspe                   | 21.969           | 70,90      | 310              | 03019   | 03680        |
| Elda                   | 53.818           | 45,79      | 1.175            | 03066   | 03600        |
| El Fondó de les Neus   | 2.696            | 68,85      | 39               | 03077   | 03688        |
| Hondón de los Frailes  | 1.310            | 12,55      | 104              | 03078   | 03689        |
| Monforte del Cid       | 8.967            | 79,49      | 113              | 03088   | 03670        |
| Monòver                | 12.764           | 152,36     | 84               | 03089   | 03640        |
| Novelda                | 26.213           | 75,65      | 347              | 03093   | 03660        |
| Petrer                 | 34.076           | 104,20     | 327              | 03104   | 03610        |
| El Pinós               | 8.407            | 126,48     | 66               | 03105   | 03000        |
| La Romana              | 2.672            | 43,29      | 62               | 03114   | 03669        |
| Comarca Vinalopó Mitjà | 174.234          | 797,99     | 218              | –       | –            |

1. ↑  Instituto Nacional de Estadística Municipal Register of Spain